# Bieniasze (województwo warmińsko-mazurskie)
Bieniasze (dawniej Banners) – wieś w Polsce położona w województwie warmińsko-mazurskim, w powiecie ostródzkim, w gminie Miłakowo. W latach 1975–1998 miejscowość administracyjnie należała do województwa olsztyńskiego. Miejscowość leży w historycznym regionie Prus Górnych.
Wieś położona nad Bieniaskim Jeziorem. We wsi znajduje się wyremontowany dwór z II połowy XIX w. o skromnych cechach neoklasycystycznych, posiada dwukondygnacyjny ryzalit i dach naczółkowy, w którym mieści się obecnie pensjonat.

## Historia
Miejscowość wzmiankowana w dokumentach z roku 1543, jako dworek pruski z 7 włókami. W roku 1782 we wsi odnotowano 8 domów, natomiast w 1858 w 6 gospodarstwach domowych było 97 mieszkańców. W latach 1937–39 było 267 mieszkańców. W roku 1973 jako wieś Bieniasze należały do powiatu morąskiego, gmina Miłakowo, poczta Włodowo. Ponadto we wsi znajduje się piękny budynek poniemieckiej szkoły wybudowany w 1939 r, wyremontowany i adoptowany dla potrzeb agroturystyki w roku 2011.